# 87

87(팔십칠)은 86보다 크고 88보다 작은 자연수다.

## 수학
- 합성수로, 그 약수는 1, 3, 29, 87이다. 진약수의 합은 32이므로, 87은 부족수다.
  - 30번째 반소수다. 앞의 반소수는 86, 다음 반소수는 91이다.
- 3번째 삼십각수다. 앞의 삼십각수는 30, 다음은 172이다.
- {\displaystyle 87=2^{2}+3^{2}+5^{2}+7^{2}}
  - 7 이하의 모든 소수(素數)의 제곱합이다.
  - 연속하는 네 소수(素數)의 제곱합으로 나타낼 수 있는 가장 작은 수이며, 이 성질을 지닌 다음 수는 204다.

## 과학
- 프랑슘(Fr)의 원자번호.
- NGC 87: 봉황자리 방향에 있는 불규칙은하.

## 교통
- 고속도로
  - 주간고속도로 제87호선
    - 주간고속도로 제87호선 (노스캐롤라이나주)(영어판)
    - 주간고속도로 제87호선 (뉴욕주)

  - 유럽 고속도로 87호선: 우크라이나 오데사에서 튀르키예 안탈리아까지 이어지는 유럽 고속도로.
- 국도 제87호선
  - 대한민국 87번 국도: 경기도 포천시에서 강원특별자치도 철원군까지 이어지는 대한민국의 국도.
- 기타 도로
  - 현도 제87호선

## 군사
- U-87: 독일의 군용 잠수함. 제1차 세계 대전에 사용된 1916년제 모델(영어판)과 제2차 세계 대전에 사용된 1941년제 모델(영어판)이 있다.

## 문화유산
- 대한민국의 국보 제87호: 금관총 금관 및 금제 관식
- 대한민국의 보물 제87호: 강릉 신복사지 삼층석탑
- 대한민국의 명승 제87호: 밀양 월연대 일원
- 대한민국의 사적 제87호: 익산 쌍릉

## 방송
- 스카이라이프의 KBS 스토리 채널 번호.
- 지니 TV의 K스타 채널 번호.
- U+ TV의 GTV 채널 번호.
- LG헬로비전의 CMC TV 채널 번호.
- B tv 케이블의 디원TV 채널 번호.

## 스포츠
- 캐나다의 아이스하키 선수 시드니 크로즈비의 유니폼 번호.

## 기타
- 날짜: 8월 7일
- 연도: 87년, 기원전 87년
- 남아프리카공화국의 랜드는 대한민국 원으로 약 87원이다.